# Kongrua
Kongrua je plat duchovního ve státech, v kterých není odluka církve a státu, tedy např. v Československu nebo i dnešním Česku. V Československu byl v roce 1926 přijat kongruový zákon a duchovním kongruovaných církví (římskokatolická, řeckokatolická, pravoslavné a na Slovensku i evangelické a židům) byl vyplácen plat od státu. Ostatní církve (českobratrská, československá, starokatolická i židé) dostávaly pravidelnou státní dotaci.